# Thibault Colard
Thibault Colard (Fontainebleau, 13 gennaio 1992) è un canottiere francese, vincitore della medaglia di bronzo nel 4 senza pesi leggeri a Rio de Janeiro 2016.

## Palmarès
- Olimpiadi

Rio de Janeiro 2016: argento nel 4 senza pesi leggeri.
- Campionati del mondo di canottaggio

Aiguebelette 2015: bronzo nel 4 senza pesi leggeri.